# Jessi Uribe
Pour les articles homonymes, voir Uribe.
Yesid Eduardo Uribe Ordóñez, né le 22 mars 1987 à Bucaramanga, connu sous son nom de scène Jessi Uribe, est un auteur-compositeur-interprète colombien, qui s'est fait connaître au public grâce à ses participations aux émissions de télé-crochet La voz Colombia, A otro nivel (es), et Yo me llamo (es) de la chaîne Canal 4 de la société de télévision Caracol Televisión. Il a reçu le prix du meilleur artiste populaire au gala des prix Nuestra Tierra 2021.

## Carrière
Jesse Uribe a grandi dans une famille de musiciens parce que son père, Fernando Uribe 'El Charro' , est chanteur dans un orchestre de mariachis. Lorsque l'artiste n'était qu'un enfant, il accompagnait son père aux présentations qu'il faisait dans la ville de Bucaramanga, notamment dans les discothèques et les bars et a commencé à chanter très tôt dans différents contextes où il a acquis le goût de la musique populaire et de la Ranchera,.
Il a quinze ans quand ses parents divorcent et quand la situation économique de sa mère l'incite à rechercher un premier travail de musicien qu'il trouve, grâce à  Luz Mila Cardona, en tant que chanteur de rancheras .
En 2008, Jessi Uribe fait partie des milliers de candidats qui participent aux sélections de l'émission de télé-réalité « Latin American Idol ». À l'issue d'une  audition, il est choisi pour être un des 20 artistes qui représentent la Colombie en Argentine. Pour sa première participation, Jessi Uribe choisit d'interpréter une chanson d'Alejandro Fernández, mais sa prestation ne reçoit pas l'accueil qu'il espère, et il est écarté de la compétition. Il reprend alors son travail de chanteur dans un bar de sa ville natale.
En 2014, Jessi Uribe enregistre et publie le 21 mai 2015, Vuelve A Ser Mi Novia,  son premier album solo.
En 2017, il participe au concours  « A otro Nivel », plus tard, avec l'aide de son label actuel Mano De Obra, il publie la chanson Dulce Pecado¨, avec laquelle il obtient une reconnaissance nationale et internationale en se classant numéro un dans les principales radios du pays,.
En 2018, il compose les chansons « Déjalo Libre » et « Ahora Si Me Buscas » que la chanteuse colombienne Francy, « La Voz Popular de America », enregistre sur l'album « Déjalo Libre » qu'elle publie en décembre 2018.
En 2019, il a été appelé à faire partie du jury de l'émission télévisée Yo Me Llamo, avec César Escola et Amparo Grisales.
Il a fait d'importantes collaborations musicales avec des artistes tels que Andy Rivera, Espinoza Paz, Américo, Paola Jara, Ovi, Alkilados, Jhonny Rivera, Pipe Bueno, entre autres. Il participe à  la chanson officielle de la telenovela mexicaine "Quererlo Todo" de Televisa avec la chanson Una Oportunidad une composition de Lalo Murguia et Mauricio Arriaga.
Le 2 juin 2020, les vidéos de Jesse Uribe ont atteint un milliard de visions sur YouTube.
Le 18 juin 2021, il présente «Resultó muy perra (me dejó solito)» en collaboration avec Carin León.

## Albums et enregistrements

### Simples
| Titre                 | Date de publication | Editeur            | Auteurs                      |
| --------------------- | ------------------- | ------------------ | ---------------------------- |
| Vuelve A Ser Mi Novia | 20 février 2015     | Mano de obra Music | Rafael Simón Meza            |
| Cinco Minutos         | 11 septembre 2017   | Discos Fuentes     | Jessi Uribe                  |
| El Último No          | 13 octobre 2017     | Mano de obra Music | Carlos Franco et Jessi Uribe |
| No pierdas la fe      | 17 novembre 2017    | Mano de obra Music | Jessi Uribe                  |

### Œuvres reprises
| Artiste                           | Titre         | Date de publication | Editeur                |
| --------------------------------- | ------------- | ------------------- | ---------------------- |
| Jota Mendoza                      | La Culpa      | 11 mars 2020        | Mano de Obra           |
| Grupo Cañaveral De Humberto Pabón | Cinco Minutos | 19 mars 2020        | Universal Music Mexico |
| Diego Alex                        | Gracias Madre | 20 mai 2020         | J Mendez Producciones  |

## Récompenses et nominations

### Prix Notre Terre(es)
| Année | Œuvre candidate                                                | Catégorie                    | Résultat  |
| ----- | -------------------------------------------------------------- | ---------------------------- | --------- |
| 2020  | Alguien Me Gusta (avec Andy Rivera (es) et Jhonny Rivera (es)) | Chanson de l'année           |           |
| 2020  | Como Si Nada (avec Paola Jara (es))                            | Chanson populaire de l'année |           |
| 2020  | Alguien Me Gusta (avec Andy Rivera et Jhonny Rivera)           | Chanson populaire de l'année |           |
| 2020  | Jessi Uribe                                                    | Artiste populaire de l'année | Vainqueur |
| 2020  | Jessi Uribe                                                    | Artiste préféré du public    |           |
| 2020  | Alguien Me Gusta (avec Andy Rivera et Jhonny Rivera)           | Chanson préférée du public   |           |
| 2020  | Dulce Pecado                                                   | Chanson préférée du public   |           |

## Vie privée
Jessi Uribe et sa sœur cadette Tatiana sont les enfants de Fernando Uribe et de Vicky Ordóñez. Ils grandissent dans le quartier Don Bosco de Bucaramanga où ses parents habitent dans la maison de sa grand-mère paternelle. 
En 2007, il épouse Sandra Milena Barrios, avec laquelle il a quatre enfants : Luna Isabel, Sara, Roy y Alan, .